# Площадь Восстания (Санкт-Петербург)

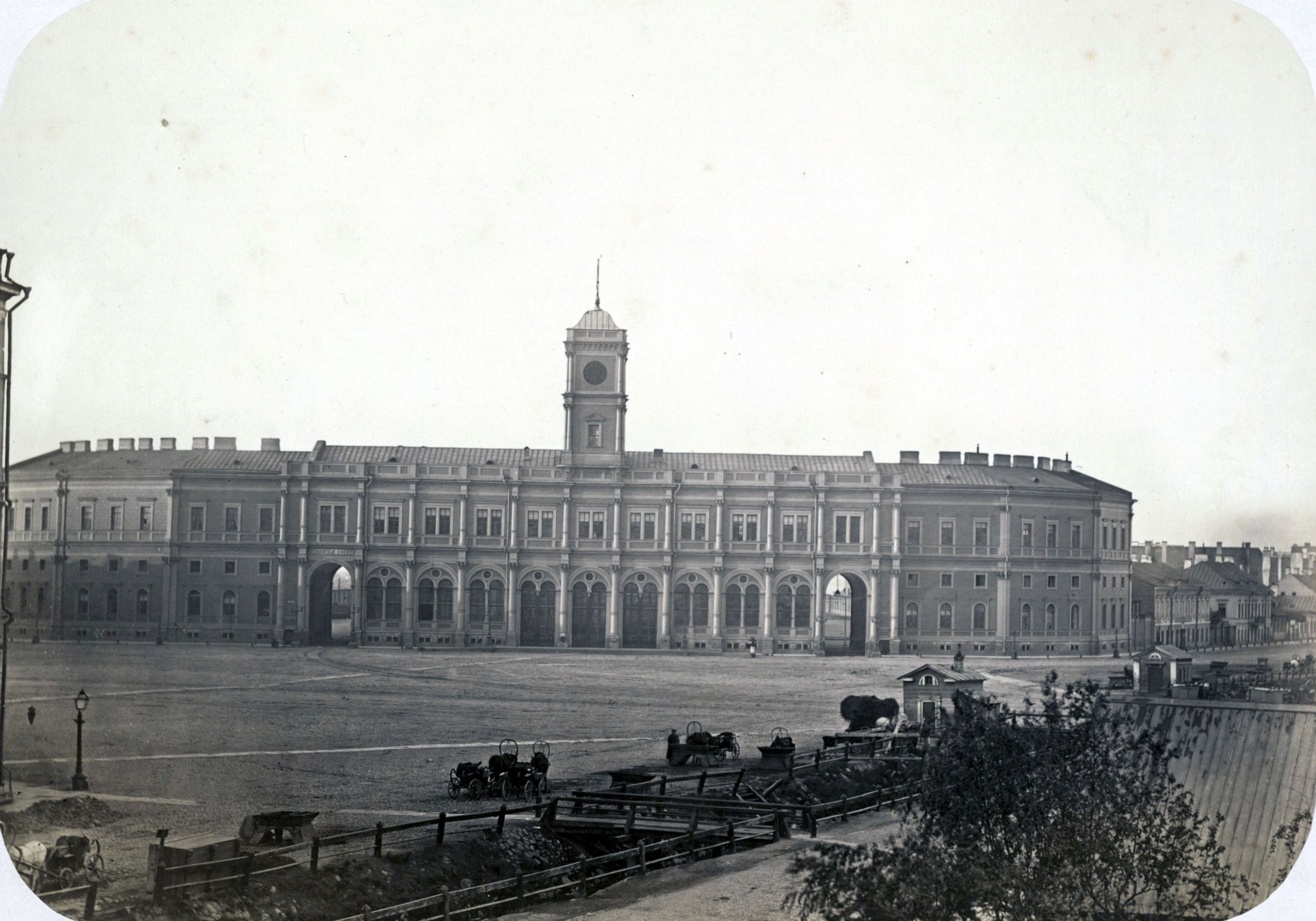
Площадь в 1860-е годы

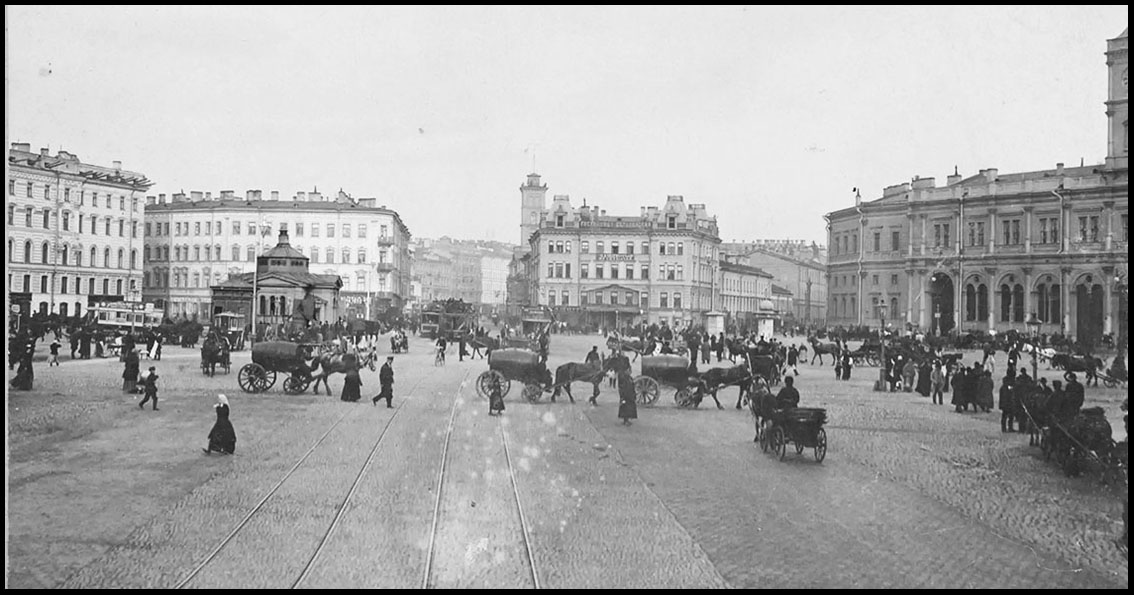
Площадь в 1908 году

Площадь Восстания (до 1918 года — Знаменская площадь) — одна из центральных площадей Санкт-Петербурга. Расположена на пересечении Невского и Лиговского проспектов.
На площади расположены Московский вокзал, гостиница «Октябрьская», павильон станции метро «Площадь Восстания». В центре установлен Обелиск «Городу-герою Ленинграду».

## Наименование
Первоначальное название площадь к Знаменскому мосту известно с 1849 года, дано по перекинутому через Лиговский канал Знаменскому мосту.
С 1857 года носит название Знаменская площадь, дано по находившейся на площади Знаменской церкви. В октябре 1918 года переименована в площадь Восстания в память о проходивших на площади народных выступлениях в феврале и июне 1917 года.

## История

### Формирование и название площади
Современная территория площади, образована слиянием двух самостоятельных пространств, после засыпки Лиговского канала, который их разделял. Пристанционной площади перед (как тогда говорили) Станцией Николаевской железной дороги и участка перед Знаменской церковью.
На берегу Лиговского канала, примерно там, где стоит гостиница «Октябрьская», в ХVII начале XIX века находился, так называемый «Слоновый двор» — зверинец, где кроме слонов, содержали и других животных. Эпизод вывода слона на прогулку запечатлён в басне И. А. Крылова «Слон и моська» (1808 год).
Активное участие в проектировании новой Привокзальной площади принимал и сам император, собственноручно добавивший к площади дополнительные участки, «как отчеркнуто Его Величества карандашом», что сделало площадь не только обширнее, но и придало ей более «регулярный характер».
Название «Знаменской» закрепилось, когда здесь в 1844 году, стали возводить Станцию железной дороги по проекту архитектора Константина Андреевича Тона.
17 ноября 1918 года площадь, на которой в 1917 году разворачивались масштабные события и манифестации Февральской революции, была переименована в «Площадь Восстания».
В 1955 году на площади был открыт наземный вестибюль станции метро, которая тоже была названа «Площадь Восстания». Во внутреннем убранстве сооружения, на бронзовых барельефах изображены драматические события февраля и октября 1917 года.

### Сооружения XIX века

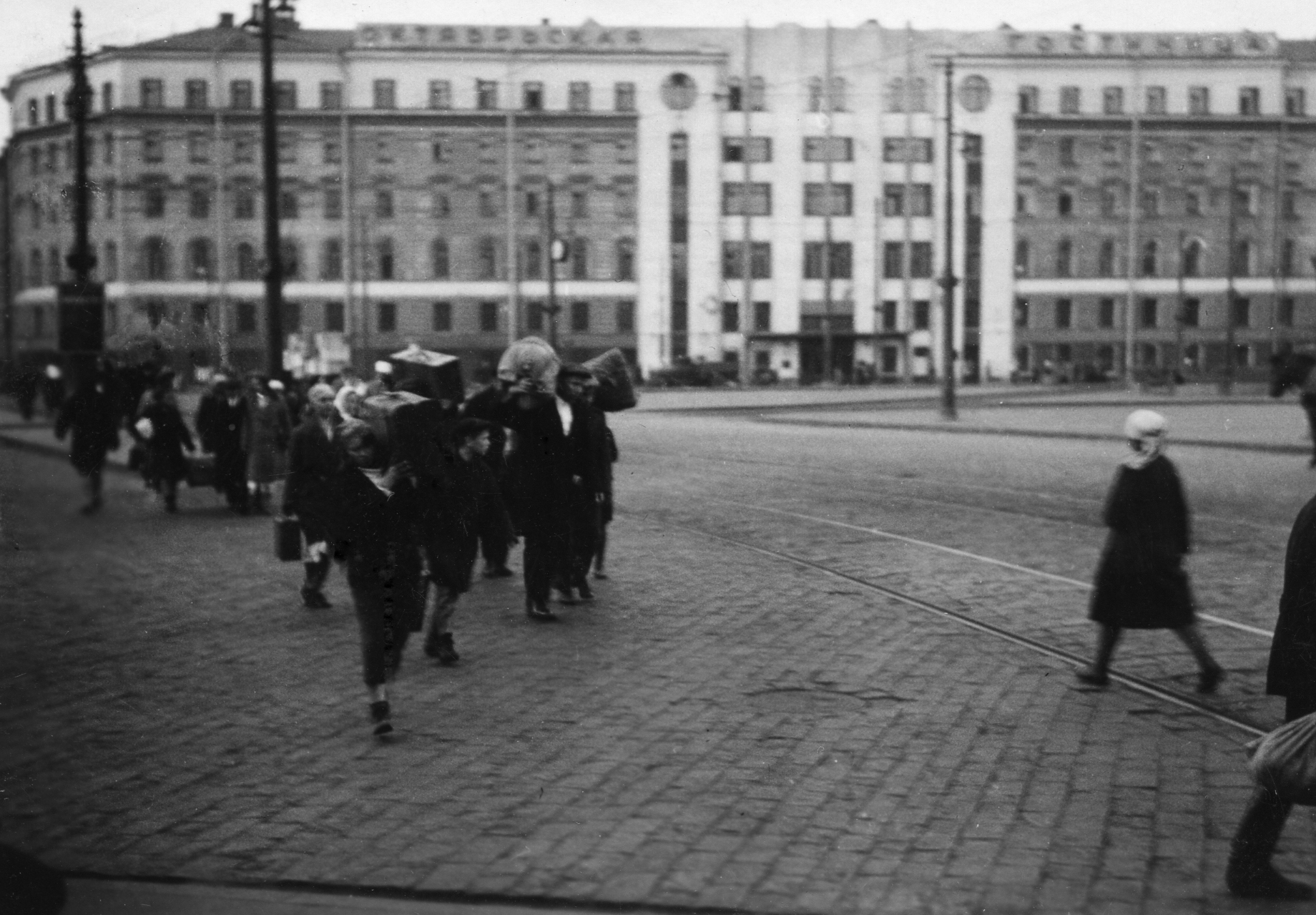
Гостиница Октябрьская. Фасад архитектора А. И. Гегелло. 1935 год

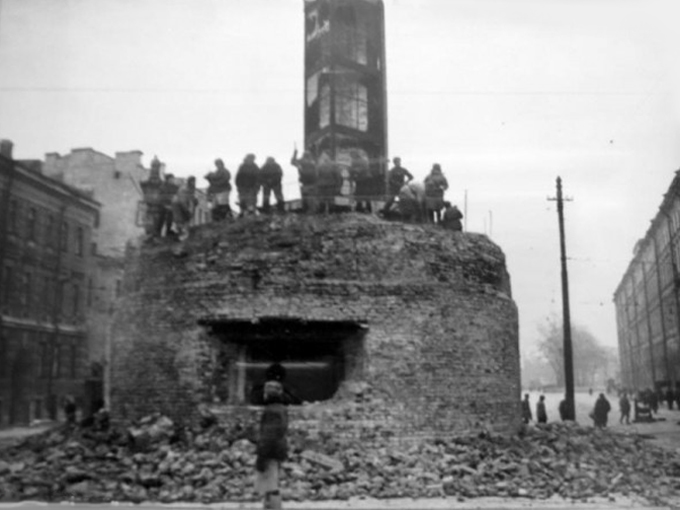
1944 год. Демонтаж ДОТа

Сама площадь была образована в 1840-х годах по проекту архитектора Н. Е. Ефимова в связи со строительством железной дороги Санкт-Петербург — Москва; с этого времени началось формирование площади. В 1844—1851 годах здесь по проекту К. А. Тона было построено здание Николаевского железнодорожного вокзала (ныне — Московский вокзал).
В 1845—1857 годах по проекту архитектора А. П. Гемилиана была построена четырёхэтажная «Знаменская гостиница», которая потом называлась «Северной», «Большой Северной», а после революции стала «Октябрьской». Здание неоднократно перестраивалось. В 1870-х годах рядом с церковью по проекту архитектора Д. Д. Соколова был построен причтовый дом (Лиговский проспект, дом 39).

### Начало XX века

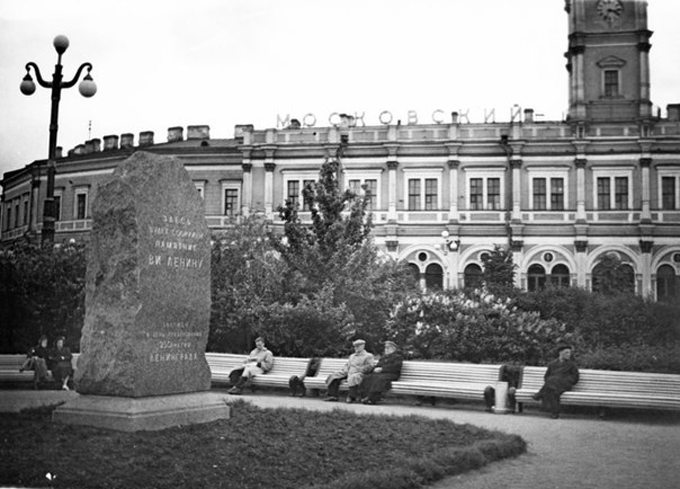
Закладной камень памятника В. И. Ленину. Установлен в 1957 году

В 1909 году на площади был открыт памятник Александру III (скульптор П. П. Трубецкой). В 1922 году на гранитном постаменте была высечена надпись со стихами популярного в то время поэта Демьяна Бедного: «Торчу здесь пугалом чугунным для страны». С первых дней Февральской революции, по праздникам, монумент прикрывали декоративными конструкциями. В 1937 году памятник был демонтирован и его перевезли во двор Русского музея. В 1994 году, установлен в парадном дворе Мраморного дворца.
В эти же годы под площадью Восстания начались строительные работы по сооружению первой очереди Ленинградского метрополитена. Церковь и прилегающие постройки были разобраны. Но из-за начавшейся в июне 1941 года Великой Отечественной войны строительство метрополитена было временно приостановлено.
В августе 1941 года на площади были сооружены мощные долговременные огневые укрепления. Началась 900-дневная героическая оборона Ленинграда.
С вокзала на восток уходили поезда с эвакуированными детьми, эшелоны с музейными ценностями, заводским оборудованием. Последний поезд дальнего следования отошёл от перрона Московского вокзала 29 августа 1941 года. Несмотря на блокаду, вокзал продолжал работать, боевую технику отправляли на передовую линию обороны, которая проходила у самой границы города.
Площадь Восстания превратилась в боевой плацдарм. 18 января 1943 года блокада была частично прорвана. 10 ноября 1943 года движение пассажирских поездов возобновили, на площади начались восстановительные работы, в 1944 году разобрали ДОТы, 27 января 1944 года блокаду города сняли окончательно.
В 1945 году на Московском вокзале ленинградцы встречали воинов победителей.

### Вторая половина XX века
В 1945 году на участке, где в дни войны стоял ДОТ, разбит небольшой сквер с клумбами и фонтаном-поилкой «Дельфин» (1808), архитектора Тома де Томона. В 1952 году на этой территории началось строительство станции метрополитена.
В 1955 году был открыт парадно-монументальный павильон первой очереди Ленинградского метрополитена. Станция получила название «Площадь Восстания» (архитекторы Б. Н. Журавлёв, И. И. Фомин, В. В. Ганкевич).
В середине 50-х годов была проведена реконструкция центра площади, разбит парадный сквер, в котором был установлен закладной камень с текстом: «Здесь будет сооружён памятник В. И. Ленину. Заложен в день празднования 250-летия города», который, по сложившимся обстоятельствам, отмечали в 1957 году.
В 1965 году был издан Указ Президиума Верховного Совета СССР, по которому во всех Городах-героях страны должны быть установлены обелиски подтверждающие это высокое звание. Ленинграду это звание было присвоено в 1945 году. В 1983 году творческий коллектив авторов приступил к разработке композиционных вариантов и окончательного проекта.
В 1985 году перед Днём Победы, по проекту архитекторов В. С. Лукьянова и А. И. Алымова в центре площади был установлен 36-метровый, гранитный Обелиск «Городу-герою Ленинграду»
. 
8 мая состоялась торжественная церемония открытия монумента. Перед обелиском парадным маршем прошли солдаты всех родов войск, рота почётного караула пронесла знамёна воинских частей, отличившихся в боях Великой Отечественной войны.
При сооружении монумента специалисты ленинградского проектного института М. В. Иванов и Б. Н. Брудно провели расчёты, которые позволили, впервые после Александровской колонны, установить монолитный блок такого размера. Масса обелиска — 360 тонн.
Основание пятигранного ствола украшает Бронзовый венок Славы и горельефы, на которых изображены события военных лет. Золотая звезда, установленная на высоте 36 м, перекликается с золотым корабликом на шпиле Адмиралтейства, символизируя связь героических событий.

### Площадь в начале ХХI века
Ежегодно, начиная с 2013 года, в День Победы — 9 мая, от обелиска «Городу-Герою Ленинграду» начинается торжественное шествие «Бессмертного полка». В 2019 году, с портретами своих родственников ветеранов Великой Отечественной войны, по Невскому проспекту в колонне прошло более миллиона горожан.
10 апреля 2020 года был введен в обращение почтовый конверт «первого дня» с изображением Обелиска на площади и словами «Слава Городу-Герою Ленинграду!».

#### Предложения по реконструкции
В 2007 году, был представлен проект реконструкции площади Восстания. Строительство предполагалось начать в середине 2009 года и завершить ориентировочно к 2012—2013 годам. Стоимость работ оценивалась в $500 млн — 1 млрд.
Под площадью предполагалось построить трёхуровневый торговый комплекс с подземным паркингом. Комплекс должен был занять пространство не только под самой площадью, но и захватить территорию под Лиговским проспектом вплоть до 2-й Советской улицы.
Правительство города предложило инвестору рассмотреть вариант строительства тоннеля для автомобилей, следующих по Лиговскому проспекту. Планировалось к 2020 году построить пять подземных пешеходных переходов. Таким образом, предполагали увеличить пропускную способность перекрёстка. Снятие трамвайных путей с этого участка Лиговского проспекта, как обнаружилось позднее, помешало полноценной реализации проекта «Надземный экспресс».
Отмечалось, что в случае реализации проекта нарушится исторически сложившийся ансамбль.

## Достопримечательности

### Обелиск «Городу-герою Ленинграду»(Площадь Восстания)
Обелиск «Городу-герою Ленинграду» в центре площади Восстания установлен 12 апреля 1985 года. Архитекторы В. С. Лукьянов и А. И. Алымов. Обелиск представляет собой вертикальный гранитный монолит общей высотой 36 метров, украшенный бронзовыми горельефами и увенчанный «Золотой Звездой Героя».

### Московский вокзал(площадь Восстания, дом 2,Невский проспект, дом 85)
Московский вокзал построен в 1847—1851 годах по проекту архитекторов К. А. Тона, Р. А. Желязевича. В фасаде здания использованы мотивы ратушей западноевропейских городов, башня с часами указывает направление главного входа. Первый поезд для простых пассажиров отправился с вокзала 1 ноября 1851 года. В конце 1950-х годов по проекту архитектора В. И. Кузнецова здание Московского вокзала было реконструировано и расширено. К его правому крылу пристроен новый флигель со вторым вестибюлем станции метро «Площадь Восстания».

### Здание гостиницы В. Е. Пестрикова «Метрополитен» (Лиговский проспект, дом 43-45)
Доходный дом или Гостиницы В. Е. Пестрикова или Гостиница «Метрополитен» или Гостиницы «Октябрьская» Филиал № 1. Здание в стиле модерн построено в 1902 году по проекту гражданского инженера Г. С. Гаврилова. В 1913 году произведена перестройка центральной части по проекту гражданского инженера В. М. Орлов. С 1970-х годов здесь располагался филиал № 1 гостиницы «Октябрьская».

### Дом Ш. А. Маркевич (Невский проспект, дом 83, Лиговский проспект, дом 41)
Дом Ш. А. Маркевич или Дом Ф. И. Коровина. Трёхэтажный угловой дом в стиле эклектики построен в 1834 голу по проекту архитектора А. С. Андреева для жены гвардии полковника Ш. А. Маркевича. В 1836 году расширен по проекту архитектора А. П. Гемилианома. В 1881—1883 годах здание надстроено до 5 этажей по проекту архитектора А. В. Иванова для владельца купца и почетного гражданина Ф. И. Коровина. С мая 1891 года по январь 1894 года здесь в меблированных комнатах жил В. И. Ленин. В начале XX века в доме, кроме меблированных комнат, размещались магазины гастрономический, чайный, фруктовый и «Часы, золото, серебро. Николай Линден», а также аптека. До войны здесь работали Центральная коммунальная лечебница № 2 и «Аптека Менделеева». В советское время здание вошло в состав гостиницы «Октябрьская».

### Дом Ф. Минаева (Невский проспект, дом 116,улица Восстания, дом 2)
Дом Ф. Минаева или Дом Д. А. Дурдина или Гостиница «Эрмитаж» или Торговый центр «Стокманн». Угловой дом в стиле эклектики построен в первой трети XIX века для семьи купцов Минаевых, перестроен в 1900—1902 годах по проекту архитектора П. И. Гилёва для нового владельца купца Д. А. Дурдина. В здании находилась гостиница «Эрмитаж», позднее переименованная в отель «Дю Норд», а в 1930-х годах — в «Северную». В 2005 году комплекс зданий на угловом участке приобрела финская компания «Стокманн».

### Дом Знаменской церкви (улица Восстания, дом 1, Лиговский проспект, дом 39)
Дом Знаменской церкви. Трёхэтажный дом построен в стиле эклектики в 1879 голу по проекту инженера-архитектора Д. Д. Соколова.

### Станция метрополитена «Площадь Восстания»(площадь Восстания, дом 2, Невский проспект, дом 118, улица Восстания, дом 1)
Станция метрополитена «Площадь Восстания». Наземный вестибюль в стиле сталинской неоклассики построен в 1955 году по проекту архитекторов Б. Н. Журавлёва, И. И. Фомина, В. В. Ганкевич и инженера-конструктора Е. А. Эрганова. Отдельно стоящий круглый павильон в классическом стиле с пристроенными по сторонам ризалитами. Над основным объёмом возвышается второй барабан, окруженный колоннадой. Здание увенчано шпилем из нержавеющей стали, который в момент постройки завершался пятиконечной звездой в лавровом венке.

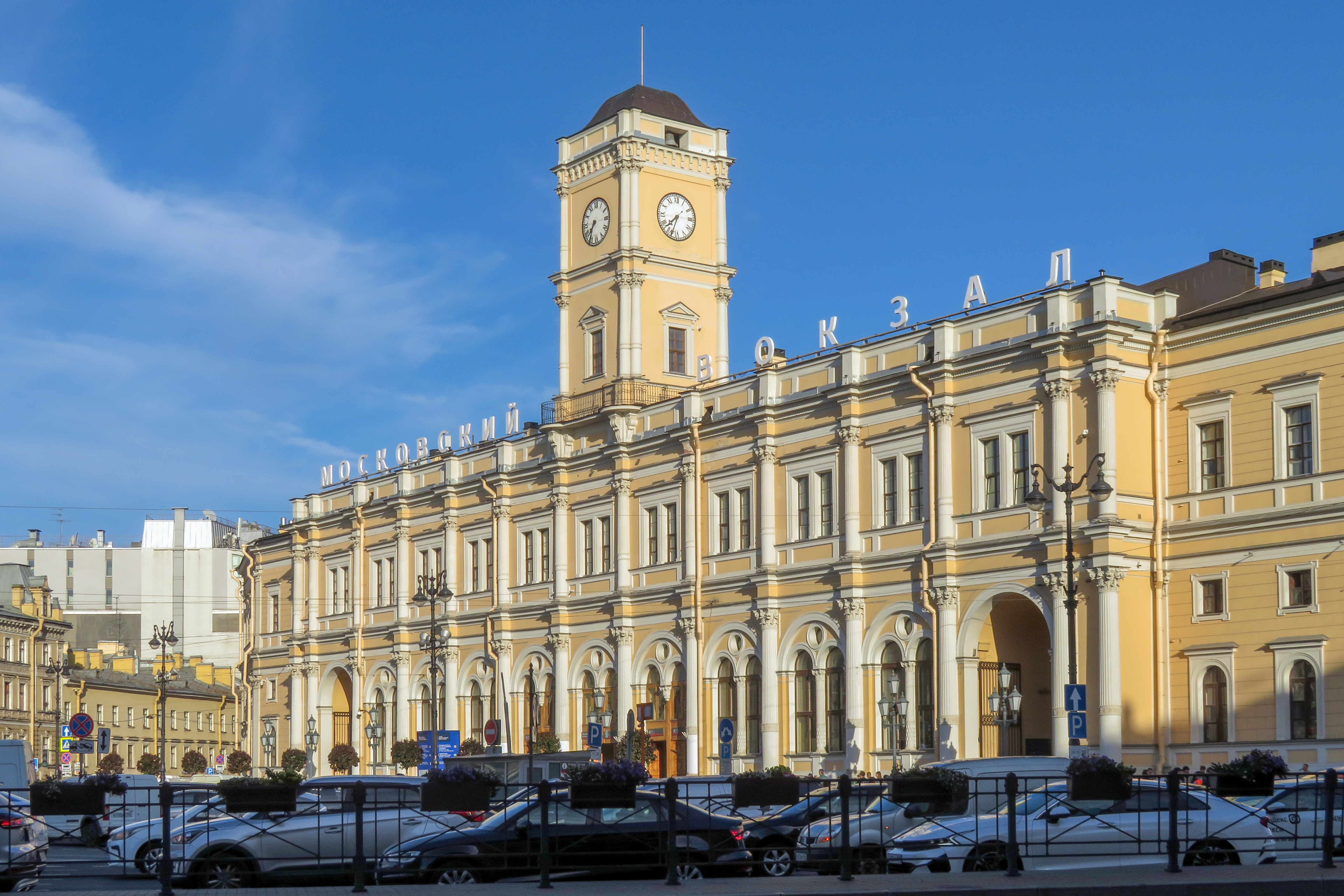
Московский вокзал
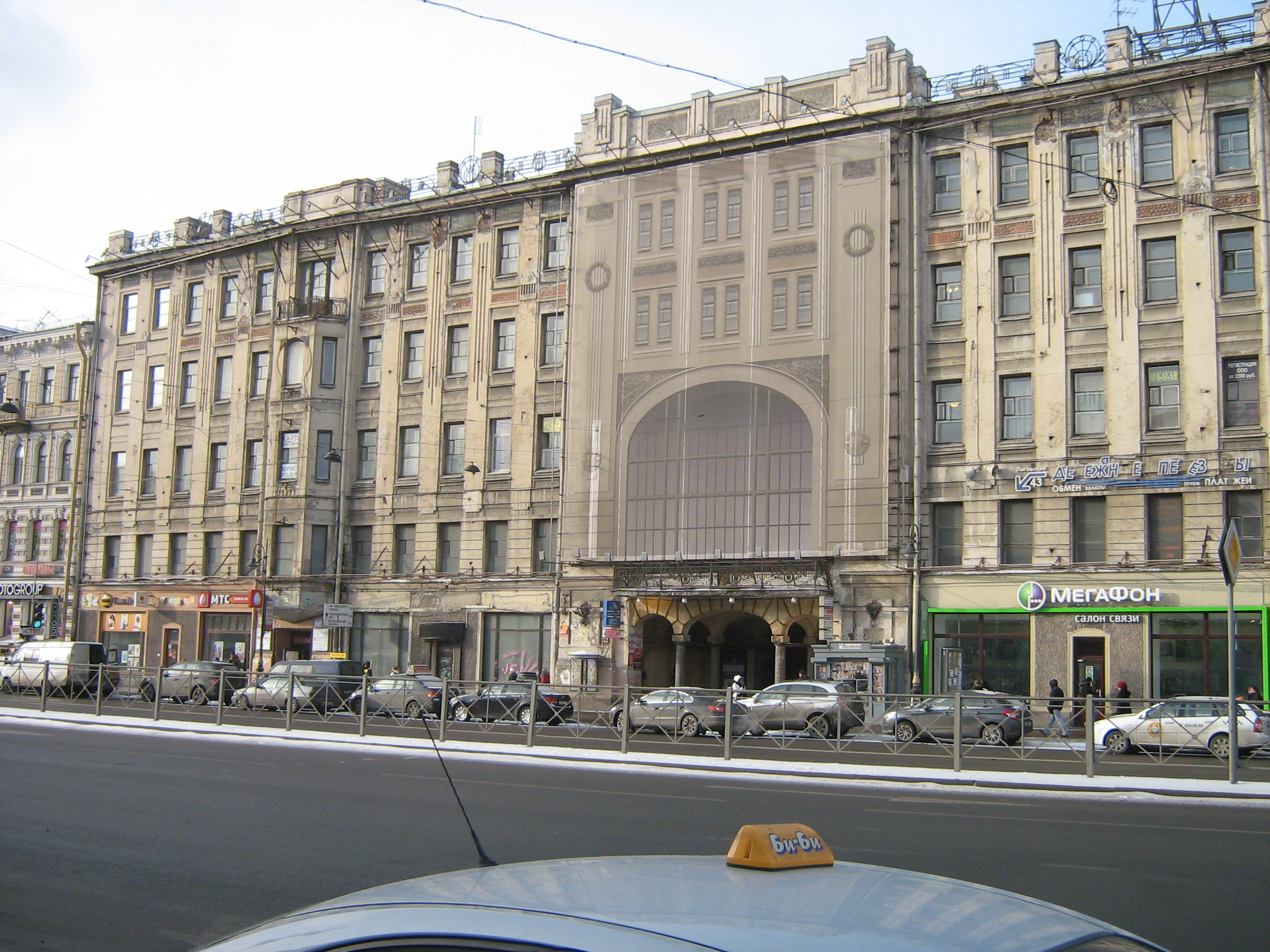
Здание гостиницы В.Е. Пестрикова «Метрополитен»
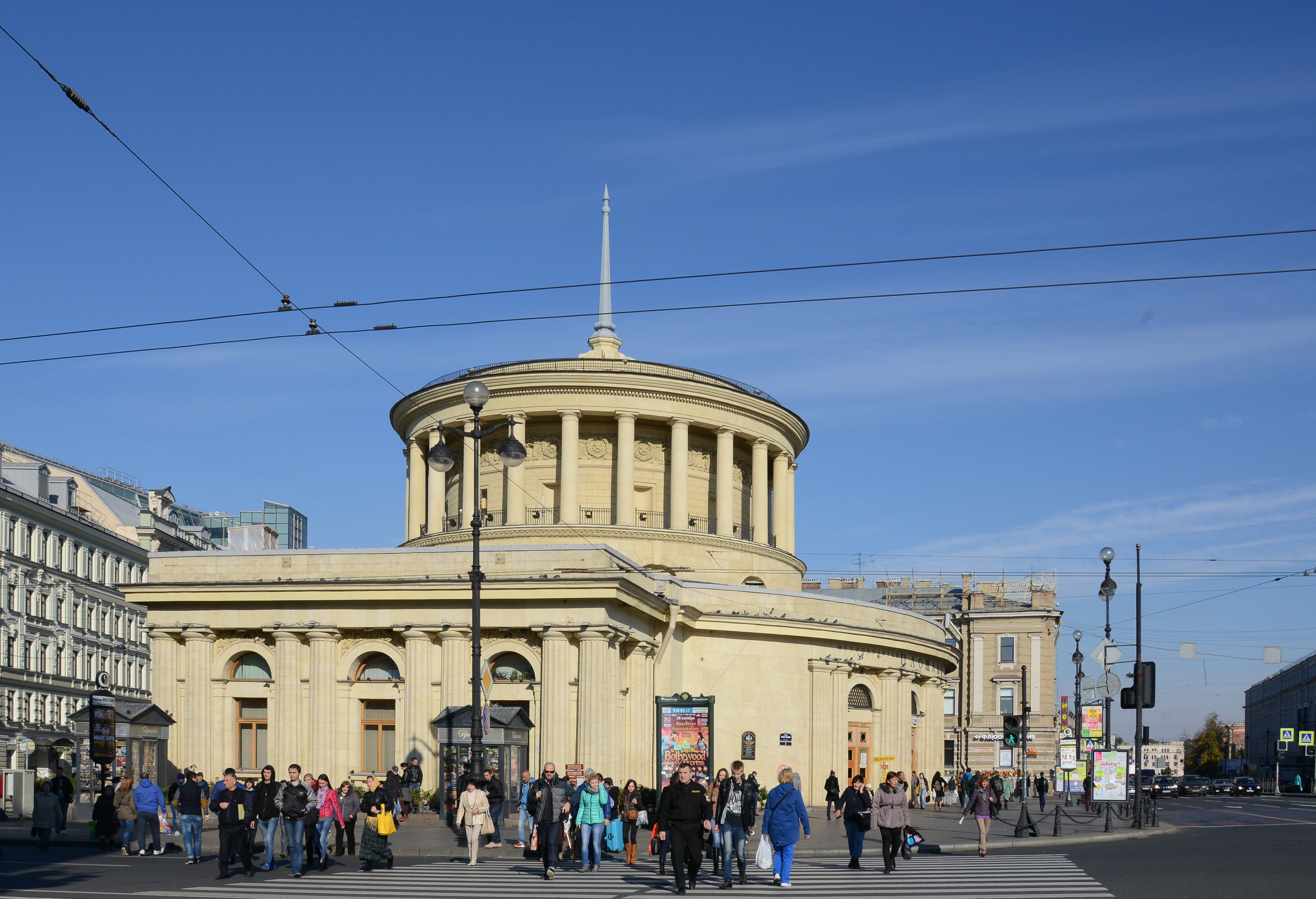
Станция метро «Площадь Восстания»

### Гостиница «Октябрьская»(Невский проспект, дом 118,2-я Советская улица, дом 2, Лиговский проспект, дом 10)
Доходный дом Эссен-Стенбок-Фермора или Гостиница «Октябрьская». Здание перестроено в 1847—1857 годах по проекту архитектора А. П. Гемилиана. До 1890-х годов гостиница называлась «Знаменская», до 1918 года — «Большая Северная». В 1930 году в здании открылась гостиница под новым названием «Октябрьская». 8 июля 2008 года после завершения полномасштабной реконструкции гостинице была присвоена категория 4*.

### Дом купцов Чесноковых (Невский проспект, дом 120,1-я Советская улица, дом 3)
Дом купцов Чесноковых построен в 1868—1869 годах по проекту архитектора А. И. Климова для купцов Чесноковых.

### Доходные дома А. Тимофеева (Невский проспект, дом 87,Гончарная улица, дом 2
Доходные дома А.Тимофеева, или Доходные дома К. А. Тура. Дом появился в конце XVIII века. В 1823 году Здание принадлежало купцу А. Тимофееву и было расширено в сторону Невского проспекта до трёхэтажного. В 1867 году участок принадлежал мебельному фабриканту К. А. Туру, при котором дом был перестроен по проекту архитектора Г.М. Барча с устройством эркера со стороны проспекта. До революции здесь размещалась гостиница «Балабинская». В советское время на крыше со стороны площади Восстания разместили электронный экран, который действует до сих пор.

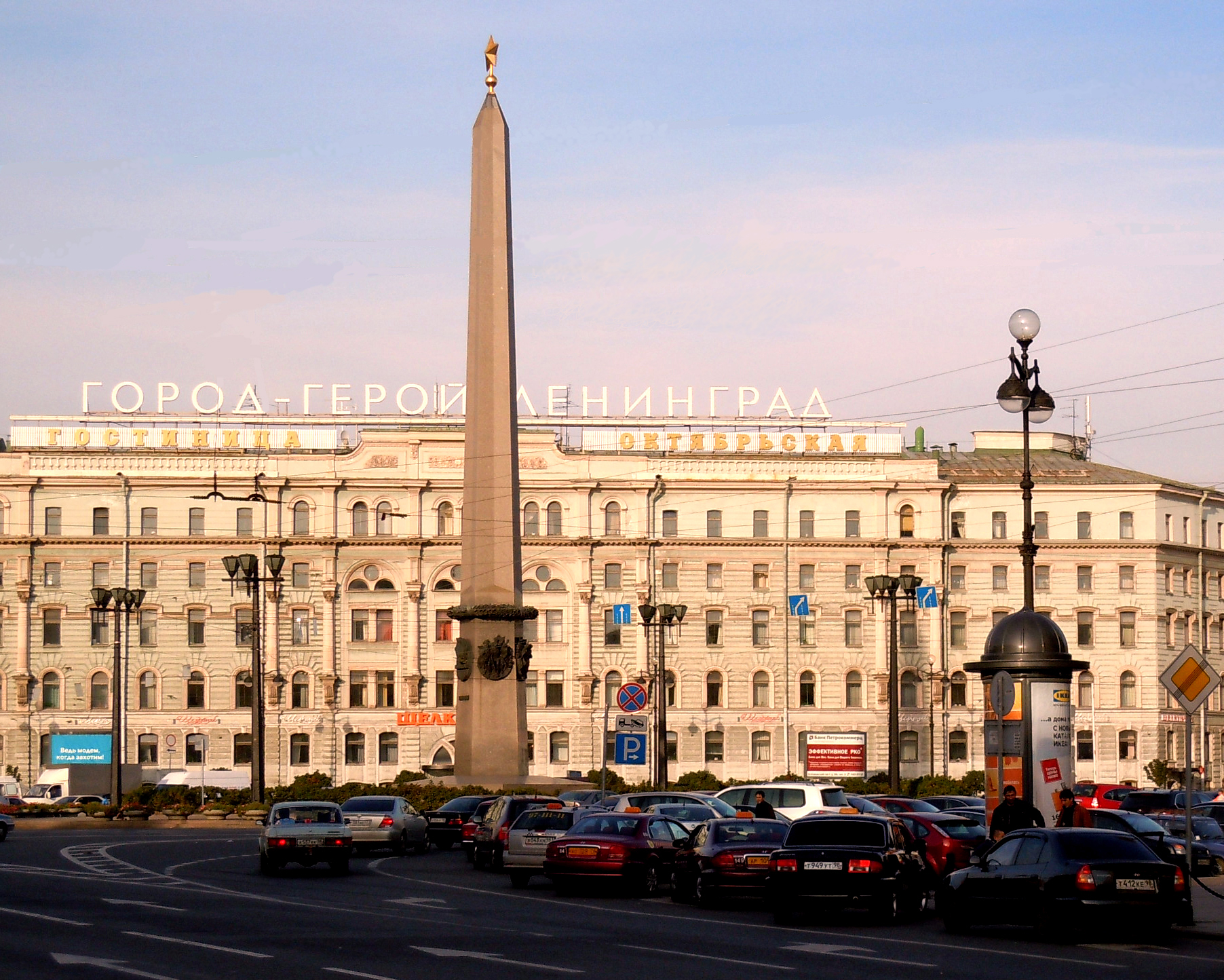
Обелиск «Городу-герою Ленинграду» на фоне гостиницы «Октябрьская»
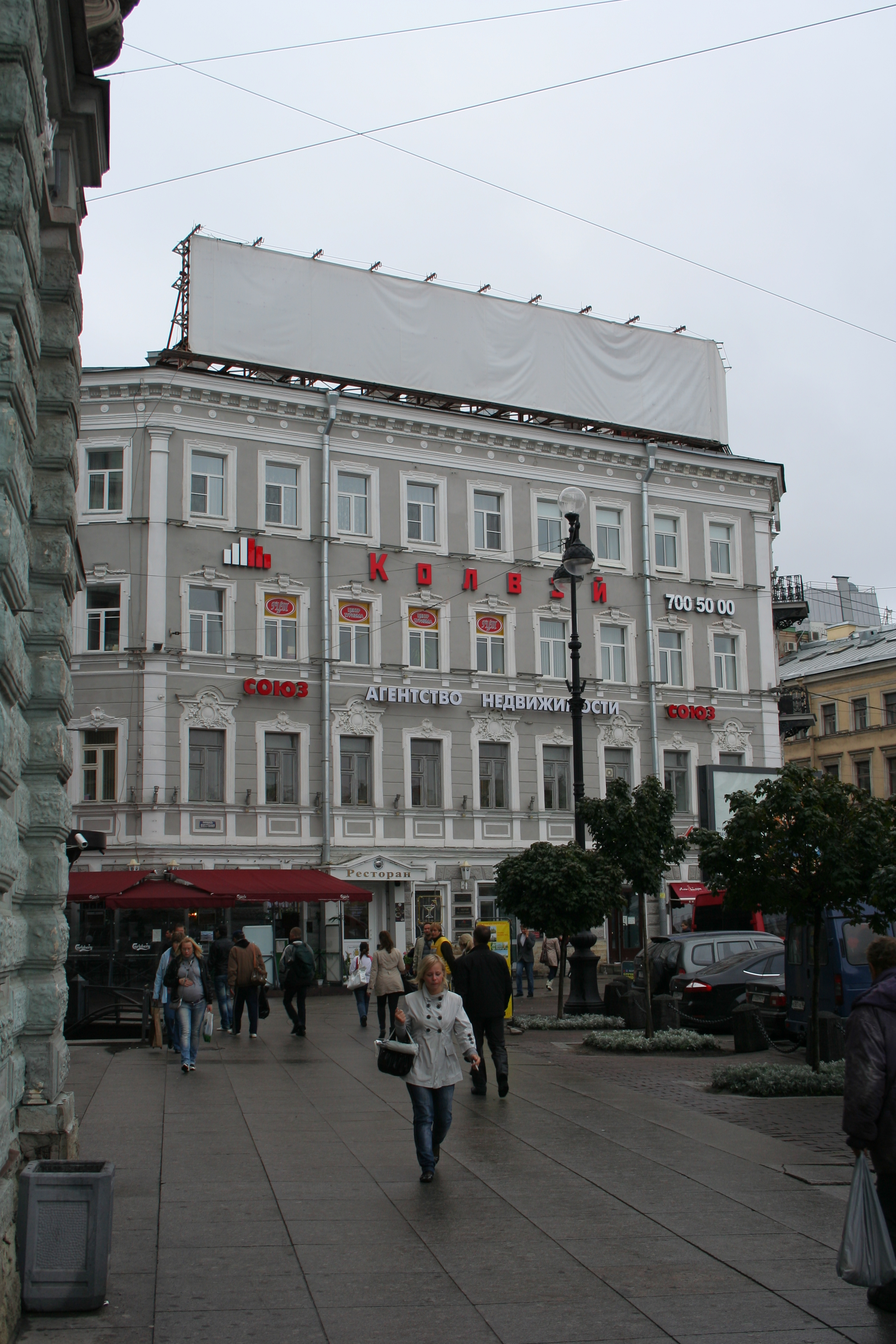
Дом купцов Чесноковых
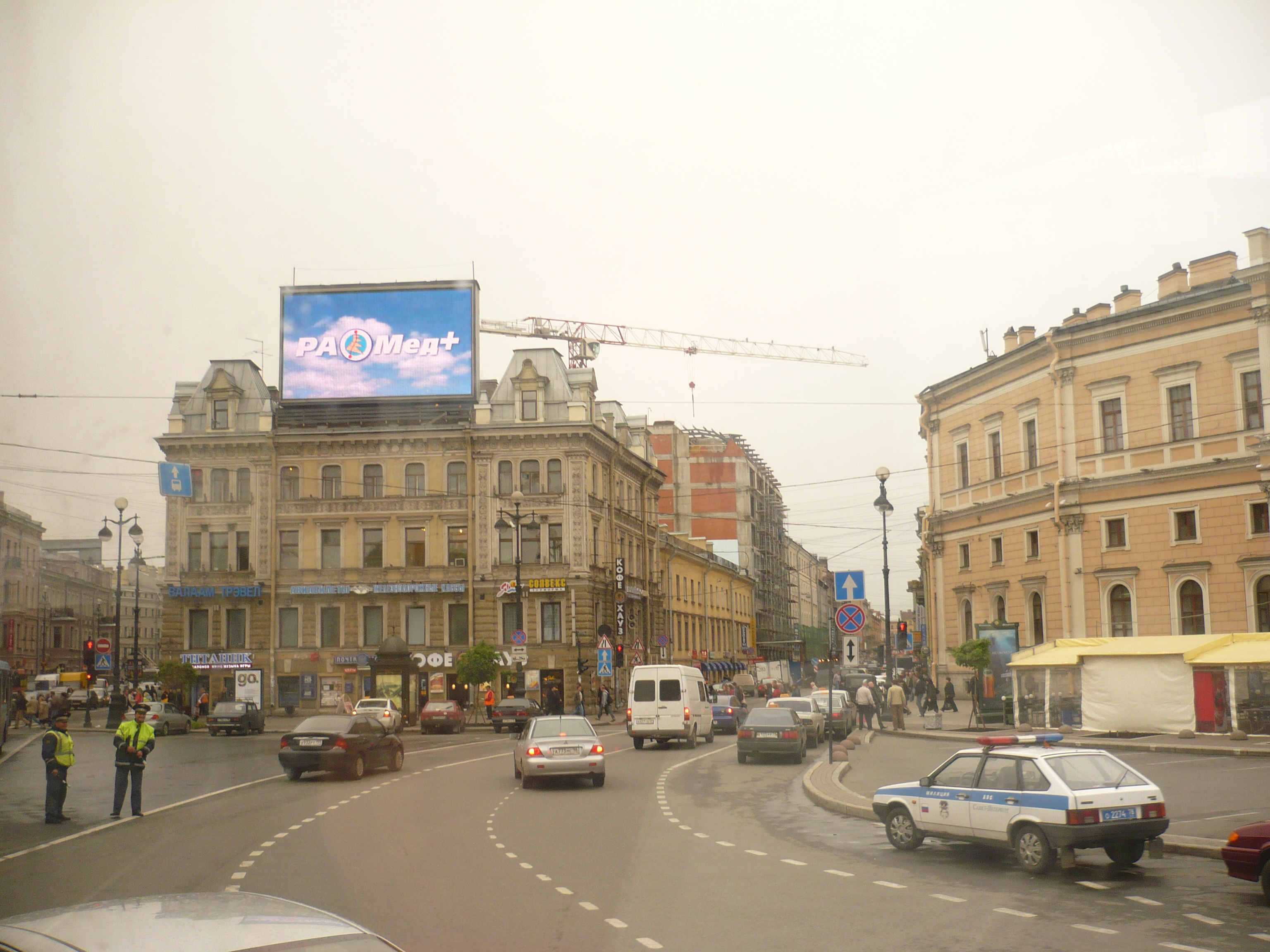
Доходные дома А. Тимофеева. Невский проспект, 87 — Гончарная улица, 2
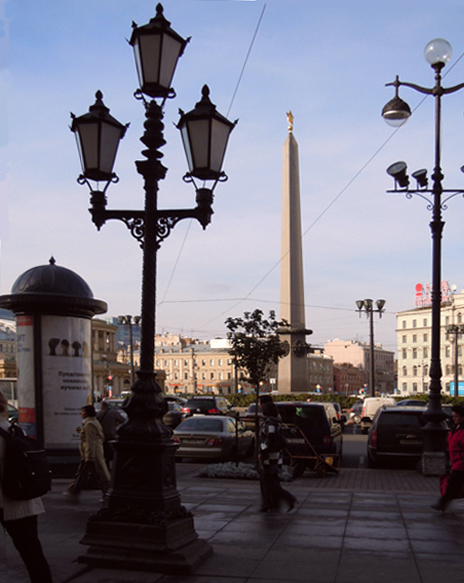
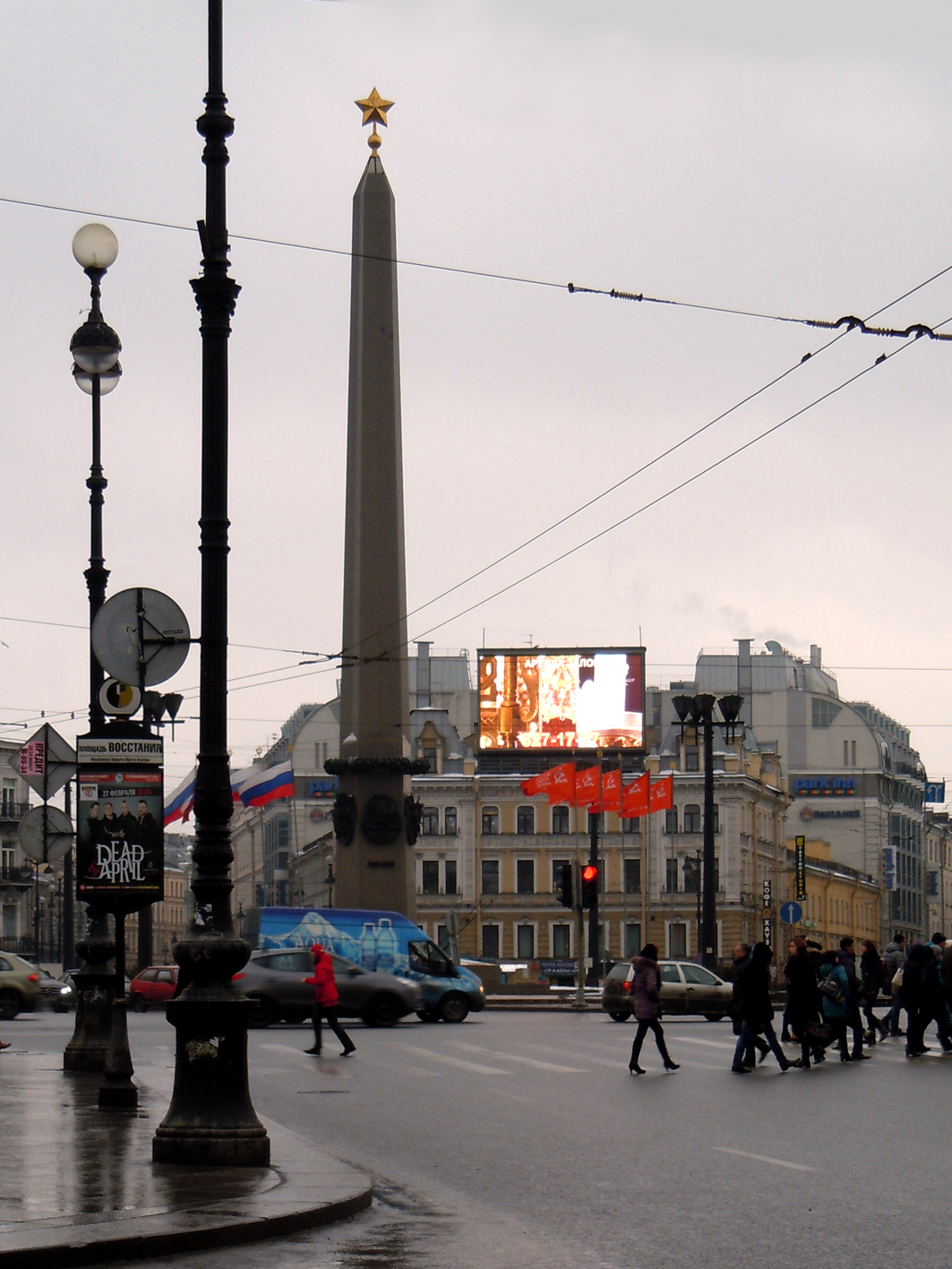

## Транспорт
На площади Восстания расположена станция метро:  Площадь Восстания. Недалеко от площади станция метро:  Маяковская (пешком 300 м)